# Grabiny (województwo podkarpackie)
Grabiny – wieś w Polsce, położona w województwie podkarpackim, w powiecie dębickim, w gminie Czarna. Leży w kotlinie sandomierskiej. W Grabinach znajduje się przystanek kolejowy na linii Kraków Główny-Medyka.
Wierni Kościoła rzymskokatolickiego należą do parafii Wszystkich Świętych i Niepokalanego Serca NMP w Straszęcinie należącej do dekanatu Dębica Zachód w diecezji tarnowskiej.
W latach 1954–1959 wieś należała i była siedzibą władz gromady Grabiny, po jej zniesieniu w gromadzie Straszęcin. W latach 1975–1998 miejscowość administracyjnie należała do województwa tarnowskiego.

## Integralne części wsi
| SIMC    | Nazwa        | Rodzaj    |
| ------- | ------------ | --------- |
| 0816322 | Błyszczówka  | część wsi |
| 0816339 | Czarne Błoto | część wsi |
| 0816345 | Latoszyn     | część wsi |
| 0816351 | Podgórze     | część wsi |
| 0816368 | Rędziny      | część wsi |
| 0816374 | Słupie       | część wsi |
| 0816380 | Zaczernie    | część wsi |
| 0816397 | Zarzecze     | część wsi |

## Historia
Prahistoria
Człowiek w okolicach Grabin pojawił się stosunkowo wcześnie. Prawy, znacznie wyższy i bardziej suchy brzeg Wisłoki, stwarzał łagodne warunki osadnicze. Rzeka Wisłoka i jej dopływy dostarczały ryb, zaś olbrzymie lasy stanowiące część puszczy sandomierskiej i podkarpackiej – wielkie ilości zwierzyny. Człowiek zamieszkiwał tu już w okresie kamienia starszego tzw.: paleolitu, zaznaczając swoje siedziby w okolicach Pilzna w tzw. Podomisku, gdzie odkryto ślady obróbki miejscowego krzemienia oraz szereg drobniejszych narzędzi pracy. Nad brzegami Wisłoki mieszkał również człowiek neolityczny, wdzierając się nad jej dopływy tj. Grabinkę, Dulczę, Wielopolskę. Zakładał tu swoje siedziby około 3500 lat przed n.e.
Około 2500 lat p.n.e. pojawiły się nowe grupy ludności. Pozostawiły tu po sobie siekierki i topory wykonane znakomitą techniką z kamienia oraz pierwsze motyczki kamienne do spulchniania gleby. Świadczą o tym znalezione eksponaty w Głowaczowej i Wiewiórce.
Archeologowie wytwory te zaliczają do kultury tzw. amfor kulistych oraz późniejszej kultury ceramiki sznurowej. Czas przed narodzinami państwa polskiego znajdują również bogate odbicie w licznych grodziskach, niezupełnie jeszcze przez naukę zinwentaryzowanych, a rozrzuconych po okolicy. Towarzyszą im legendy i baśnie przekazywane z pokolenia na pokolenie przez mieszkańców tutejszych wsi i miast.
Czasy historyczne
Terytorium nad Wisłoka należało w początkach Polski do obszarów nadgranicznych, oddzielających ziemie ruskie od Małopolski. Nie wszędzie były one osiedlone. Nad Wisłoka spotykamy wiele grodów i umocnień, co sugeruje istnienie tu we wczesnym średniowieczu systemu obronnego. O intensywnym procesie osadniczym na obszarze Dębicy możemy mówić jednak dopiero w końcu XIII i XIV w., zgodnie z tym, że z tego właśnie okresu zachowało się nieco więcej materiału źródłowego. Akcja osadnicza została niewątpliwie jeszcze zwielokrotniona w związku z przyłączeniem Rusi Czerwonej do Polski przez Kazimierza Wielkiego w latach 1341-1345, kiedy należało zasiedlić niegdyś tereny graniczne między Wisłoka i Wisłokiem. Człowiek wdzierał się wówczas systematycznie w głąb puszczy sandomierskiej, zakładając takie wsie, jak Paszczyna, Brzezówka, Lubzina, a w innym regionie na zboczach południowych wzgórz Łęki Dolne, Górne, Średnie, Zawada, Stasiówka. Także płaskowyż tarnowsko-zasowski pokrywa sieć powstających wtedy osad; Żyraków, Wiewiórka, Grabiny, Chotowa i Zasów. W późniejszym czasie następuje jedynie powiększenie obszaru istniejących już wsi, karczunki lasów i osuszenie bagien dla pozyskania pól uprawnych i pastwisk. Stąd zapewne pochodzi wielka ilość nazw osad i pól o wyraźnie „leśnym" pochodzeniu; Dębica, Dąbie, Dębina, Dąbrowa, drabiny. Grabówka, Jaworze, Lipiny, Borowa, Czarna, Zwiernik, Łosie. Z notatek Jana Długosza możemy stwierdzić, że w ciągu XIII i XIV w. na tym terenie ustąpiły wielkie przeobrażenia własności ziemskiej na korzyść włości rycerskiej, czyli szlacheckiej. Już w XV w. wsie prywatne były tu najczęstszą formą własności. I tak z wieku na wiek miejscowości zmieniały swoich panów, ziemie sprzedawano, oddawano, kupowano.
Wiek XX
Z powstaniem niepodległego państwa polskiego w 1918 r. wiązali chłopi i robotnicy nadzieję na lepszą przyszłość. Wracający z frontu żołnierze oraz miejscowa młodzież wzięła aktywny udział w rozbrajaniu policji i resztek wojsk. Od l do 3 XI rozbrojone zostały garnizony Dębicy i Pilźnie. Komitety Obywatelskie przejęły władzę, tworząc milicję dla zabezpieczenia porządku.Życie polityczne wsi ożywiło się już w pierwszych latach bytu odrodzonej Polski. Następował bardzo szybki rozwój partii politycznych i wzrost ich aktywności.
Protesty chłopskie
Jednak ograniczenie swobód obywatelskich po 1926 r., reakcyjna polityka władz sanacyjnych spotęgowało opór mas ludowych przeciw dyktaturze szczególnie na wsi, gdzie olbrzymie wpływy zdobywało PSL „Piast” .Koła PSL powstawały prawie we wszystkich wsiach. Umocniła swoją działalność organizacja PPS, w której dużą rolę odgrywali: Teofil Sobociński, Franciszek Ziemiowski, Leopold Pietruszewski, Pacia i inni. Koła PPS powstawały również w Grabinach i Głowaczowej. W warunkach zaostrzającego się terroru policyjnego doszło do pamiętnych wydarzeń 1933 r., nazwanych „powstaniem ropczyckim". Przywódcy SL, a na tym terenie poseł Stachink, wezwali chłopów do bardziej zdecydowanej walki. Na pomoc wsi, która spodziewała się represji policji, pospieszyli chłopi nie tylko z okolicznych wiosek, ale i również z powiatów rzeszowskiego, tarnowskiego, kolbuszowskiego, mieleckiego, jasielskiego. Całymi kolumnami szli chłopi uzbrojeni w cepy, motyki, drągi z okolicznych wiosek. Olbrzymia manifestacja chłopska przeszła przez ulice Ropczyc. Wiece i manifestacje odbywały się również w Lękach, Pilźnie, Paszczynie, Grabinach. Kilkanaście tysięcy chłopów zgromadzonych na wiecu w Wiewiórce, a kierowanych przez komunistów Łabuza, Dumanowskiego i innych ruszyło w pochodzie na Zasów, grożąc zajęciem dworu, plebanii i posterunku policji. Kilkunastotysięczny wiec w Grabinach zakończył się walką chłopów z Policją Państwową. W wyniku interwencji policji jeden z chłopow został zabity a trzech ciężko rannych.
Pogrzeb zabitego zgromadził znów kilkutysięczną grupę chłopów. Władze przy pomocy policji ściągniętej z sąsiednich województw rozpoczęły krwawą pacyfikację Dębicy. Stosując straszliwy terror, bijąc pałkami nie tylko mężczyzn, ale kobiety i dzieci, policja dokonywała masowych aresztowań. Pobito dziesiątki mężczyzn, kobiet i dzieci w Róży, Głowaczowej, Wiewiórce, Bobrowej, Nagoszynie. W tarnowskim więzieniu znaleźli się komuniści prawie ze wszystkich komórek działających w Dębickiem oraz ludowcy: P. Chłędowski, J. Olechowski, J. Mikrut, Biduś i inni. Masowe aresztowania członków KPP, aresztowania działaczy chłopskich, terror policyjny, a wreszcie zbliżające się niebezpieczeństwo wojny i zagrożenie Polski osłabiło nieco walkę rewolucyjną pod koniec lat 30. Ci, którzy w poprzednich latach walczyli z uciskiem społecznym w najbliższym czasie podjąć mieli walkę z okupantem.
Społeczeństwo nie pozostało bierne wobec okupacji hitlerowskich. Na szalejący terror, odpowiadano walką. Już w październiku 1939 r. Artur Towarnicki – „Tur", wieloletni kierownik szkoły w Podgrodziu, a później nauczyciel w Dębicy, zorganizował wraz z ludnością z wiosek organizacje konspiracyjne. Niestety jego działalność nie trwała długo, sam Artur zginął w Rzeszowie, a jego towarzysze zostali wywiezieni do Obozów. Nie złamało to jednak woli walki. W niedługim czasie powstaje nowy związek GL (Gwardia Ludowa), która skupiła bardzo dużo mężczyzn jak i młodzieży ze wsi i miast (Dębica, Ropczyce, Pustynia, Grabiny, Nagoszyn, Latoszyn, Brzeźmca, Brzezówka, Borowa, Bobrowa, Zasów ...). Od marca do lipca Niemcy spacyfikowali Różę, Grabiny, Wiewiórkę, Nagoszyn, Brzeźnicę. Kilkadziesiąt rodzin zostało wymordowanych. Wiele ludzi wywieziono do Pustkowa i innych obozów. Struktura organizacyjna GL była stosunkowo prosta i tak pomyślana aby każdej jednostce zapewnić dużą sprawność mobilizacyjną (z zachowaniem ścisłej konspiracji) i zdolność bojową. Dla wykonania określonych akcji bojowych powoływano w ramach dzielnicy, miejscowości specjalne grupy wypadkowe, które po wykonaniu zadania ulegały automatycznie rozwiązaniu, po czym były od nowa powoływane w tym samym lub zmienionym składzie.
W sierpniu 1944 roku stacjonowała tutaj 322 dywizja Strzelecka Armii Czerwonej.

## Szata roślinna
Największe skupiska leśne występują obecnie w okolicach Grabin na Progu Pogórza Karpackiego. Są to lasy mieszane z przewagą buka. W lasach Czarnej, Machowej i Żdżar przeważa sosna. Sosnę spotykana jest również w okolicach Ociekł, Kamionki, Cierpisza, Pustyni, Pustkowa, Brzeźnicy. Dość często spotykane są w korycie Wisłoki resztki pni drzew dębowych (czarny dąb). Nazwy miejscowości takich, jak: Grabiny, Dąbrówka, Dęborzyn, Buczyna, Poddębie, każą przypuszczać, że niegdyś obszary te były w dużo większym stopniu zalesione.
Liczne wierzby i olchy wolno stojące spotkać możemy na brzegach wszystkich miejscowych rzek, W Parkoszu, Nagawczynie, Zawadzie w dawnych przydworskich parkach
Spotykamy okazy dębów, topoli i lip liczących od 150 do 200 lat. W okolicach Łysiej Góry koło Dębicy w porze jesiennej (koniec września i początek października)zakwita zimowit jesienny. Masowo występują tu także rośliny lecznicze. Świat zwierzęcy omawianego obszaru pozbawiony jest obecnie rzadkich, ciekawych okazów.
W pd. skupiskach leśnych występują samy, borsuki, lisy, dziki oraz duże ilości zajęcy. W porze wiosennej i letniej lasy i pola rozbrzmiewają śpiewam różnorodnych ptaków. Licznie spotyka się skowronki, jaskółki, słowiki, szczygły, dzięcioły, drozdy, pliszki, sikorki, czyżyki, szpaki, kukułki, kuropatwy, przepiórki, czajki, turkwki, jastrzębie, wrony, sowy i często bociany Licznie występujące w okresie dwudziestolecia międzywojennego bażanty dziś bardzo rzadko spotykane.
Występują obficie ryby, w wodach Wisłoki oraz w wielu stawach. Do najczęściej spotykanych należą: płocie, szczupaki, jelce, karpie, okonie, karasie, spotyka się także liny i węgorze. Bogaty dawniej rybostan Wisłoki został poważnie przetrzebiony głównie wskutek zatrucia wód przez zakłady chemiczne w Jaśle i liczne zakłady w Dębicy jak i w okolicach.
Nad brzegami rzek, stawów i jezior, na łąkach i mokradłach, na wszystkich szlakach wędrowniczych spotykamy duże ilości ważek i różnorodnych motyli. Wśród nich warto wyróżnić najczęściej spotykane takie jak: bielinek kapustnik, paź królowej, sówka, choinówka, żabobnik, admirał, wierzbowiec.

## Ukształtowanie terenu
Grabiny położone są w obrębie trzech zasadniczych jednostek fizjologicznych Kotliny Sandomierskiej, Pogórza Karpackiego i Zapadliska Przedkarpackiego. Nadto przecięte są one w pn.-zach. części doliną Wisłoki, której szerokość dochodzi miejscami do 5 km. Dolina ta krzyżuje się w okolicach samej Dębicy z Zapadliskiem Przedkarpackim, zwanym także Rynną Przedkarpacką.
A zatem na dość małej przestrzeni spotykamy tu trzy różne jednostki fizjograficzne, będące jednocześnie jednostkami geograficznymi.
Dla geografa zjawisko to jest dość ciekawe z punktu widzenia naukowego, turystyka natomiast ma możność podziwiania malowniczości tego obszaru. Piękny i atrakcyjny jest widok z Rynny Przedkarpackiej na pn., część Pogórza Karpackiego, która zaczyna się Progiem Przedkarpackim o wysokości wąchającej się w granicach od 200 do 300 m. Wzdłuż Progu rozłożyły się począwszy od zach. wioski: Łęki Górne, Łęki Dolne, Parkosz, Podgrodź i e, Latoszyn, Nagawczyna, Zawada, Lubzina i Brzezówka Wspomniane Pogórze Karpackie na opisywanym obszarze ciągnie się między Dębicą w stronę Ropczyc mniej więcej równoleżnikowo. Najwyższy szczyt Pogórza na terenie Dębicy znajduje się w Stasiówce 423 m. Próg ten rozcięty jest licznymi rzekami będącymi prawobrzeżnymi dopływami Wisłoki.
Ważniejsze dopływy Wisłoki na obszarze Dębicy i okolic: prawobrzeżne – Ostra, Wielkopolka; lewobrzeżne – Dulcza, Potok Chotowski, Czarna, Grabinka. Gleby na terenie Dębicy podzielić można na dwie części; północną i południową, przy czym granicę tę możemy wskazać na linię kolejową Tarnów – Dębica – Rzeszów, biegnącej z zachodu na wschód.
W części pn., gdzie podłoże geologiczne stanowią podkłady pochodzenia lodowcowego, gleby są przeważnie piaskowcowe, rzadziej spotyka się gliny polodowcowe, pozostawione przez aluwialny lądolód.
W dolinach Wisłoki występują gleby aluwialne powstałe przez nasunięcia i namulenia. Są to najczęściej mady chude i średniociężkie.
W części pd., gdzie konfiguracja terenu jest falista i górzysta o łagodnych stokach, dominują gleby płowe. Cały omawiany obszar posiadał od wieków wybitnie rolny charakter. Brak bogactw naturalnych zmuszał mieszkańców do zajmowania się niemal wyłącznie uprawą ziemi, a różnorodność gleb, choć niezbyt urodzajnych, umożliwiała rozwój różnych kultur rolnych.